# Darko Dunjić
Darko Dunjić (Kraljevo, Serbia, 8 de febrero de 1981), futbolista serbio. Juega de defensa y su actual equipo es el SC Bastia de la Ligue 2 de Francia.

## Selección nacional
Ha sido internacional con la Selección de fútbol de Serbia Sub-21.

## Clubes
| Club                      | País    | Año       |
| ------------------------- | ------- | --------- |
| Sloga Kraljevo            | Serbia  | 1996-1998 |
| Estrella Roja de Belgrado | Serbia  | 1998-2001 |
| Spartak Subotica          | Serbia  | 2001-2003 |
| FK Banat                  | Serbia  | 2003-2005 |
| FC Kryvbas                | Ucrania | 2005-2007 |
| FC Zorya                  | Ucrania | 2007-2008 |
| SC Bastia                 | Francia | 2008-     |

- Datos: Q2040145